# Saihantala (socken i Kina, lat 44,37, long 120,25)
Saihantala (kinesiska: 赛罕塔拉, 赛罕塔拉苏木) är en socken i Kina. Den ligger i den autonoma regionen Inre Mongoliet, i den norra delen av landet, omkring 810 kilometer nordost om regionhuvudstaden Hohhot.
Genomsnittlig årsnederbörd är 567 millimeter. Den regnigaste månaden är juni, med i genomsnitt 158 mm nederbörd, och den torraste är januari, med 4 mm nederbörd.